# Očura (Lepoglava)
Očura es una localidad de Croacia en la ciudad de Lepoglava, condado de Varaždin.

## Geografía
Se encuentra a una altitud de 264 m s. n. m. a 65,6 km de la capital nacional, Zagreb.

## Demografía
En el censo 2011, el total de población de la localidad fue de 188 habitantes.
| Gráfica de población de Očura 1857-2011                             |
|                                                                     |
| Según los censos de población de la oficina estadística de Croacia. |